# 高阜镇
高阜镇，是中华人民共和国江西省抚州市资溪县下辖的一个乡镇级行政单位。

## 行政区划
高阜镇下辖以下地区：
高阜镇社区、高阜村、孔坑村、务农村、石陂村、港口村、溪南村、初居村、莒洲村、水东村、下源村、五里山村和高阜林场生活区。